# First fit algoritmus barvení grafu
First fit je algoritmus z teorie grafů. Je schopný najít obarvení libovolného grafu, není ale zaručeno, že půjde o obarvení minimální, tedy používající minimální potřebný počet různých barev. Jedná se o tzv. hladový algoritmus.

## Algoritmus
Algoritmus postupně prochází všechny vrcholy grafu a snaží se jim přiřazovat barvu o co nejmenším čísle na základě barev jejich sousedů.
```
pocet_barev := 0
PRO i := 0 DO n OPAKUJ:
    volna_barva := najdi_nejmensi_volnou_barvu( i, G )
    v_i.barva := volna_barva
    POKUD volna_barva > pocet_barev:
        pocet_barev := pocet_barev + 1

```

Přičemž funkce najdi_nejmensi_volnou_barvu() vrací nejmenší číslo barvy, které není použito u žádného ze sousedních vrcholů. Matematicky bychom chování této funkce mohli popsat jako {\displaystyle \min(\mathbb {Z} ^{+}\setminus \{\mathrm {v} _{j}\mathrm {.barva} \ |\ j<i\land v_{j}\in N(v_{i})\})} neboli pro vrchol {\displaystyle v} vyber co nejmenší číslo barvy po odebrání čísel barev všech již obarvených sousedů tohoto vrcholu.

## Počet použitých barev
Tento algoritmus použije k obarvení maximálně {\displaystyle \triangle (G)+1} barev neboli o jedna více než je maximální stupeň vrcholu v grafu.
Pro každý vrchol nějakého grafu totiž platí, že má maximálně {\displaystyle \triangle (G)} sousedů. Vybereme-li jeden vrchol, který má počet sousedů právě {\displaystyle \triangle (G)} a budeme-li uvažovat nejhorší případ, totiž že každý ze sousedů má jinou barvu z množiny {\displaystyle \{1,\ldots ,\triangle (G)\}}, budeme muset na tento vybraný vrchol použít barvu {\displaystyle \triangle (G)+1}. V tuto chvíli máme k dispozici barvy {\displaystyle \{1,2,\ldots ,\triangle (G),\triangle (G)+1\}} a víme, že v grafu neexistuje vrchol, který by měl více než {\displaystyle \triangle (G)} sousedů. Vždy tedy bude možné k obarvení použít jednu z barev {\displaystyle \{1,\ldots ,\triangle (G)+1\}} a další nebude nikdy třeba přidávat.